# Рихарда Шверинская (королева Швеции)
Рихарда Шверинская (швед. Rikardis; около 1347, Шверин — 1377, Стокгольм) — королева-консорт Швеции, первая жена Альбрехта Мекленбургского.

## Жизнь
Рихарда была единственным графа Шверина ребёнком Оттона I (ум. 1357) и Матильды фон Верль (ум. 1361), дочери Иоганна III, сеньора фон Верль. По отцовской линии она была племянницей Рихарды Шверинской, герцогини Шлезвига, жены бывшего короля Дании Вальдемара III. Она была помолвлена с Альбрехтом Мекленбургским, который также был королём Швеции. 12 октября 1352 года в Висмаре был подписан брачный контракт; невесте было только пять лет. Они официально вступили в брак только в 1365 году, когда Рихарда переехала в Швецию.
Она умерла в Стокгольме в возрасте около 30 лет.

## Дети
У Рихарды Шверинской и короля Альбрехта Мекленбургского было двое детей:
- Эрик I, герцог Мекленбурга[3] (1365—1397); также известный как герцог Эрик, наследник трона Швеции[4] и лорд Готланда.
- Рихарда Катарина Мекленбургская (1370/1372—1400); вышла замуж за Иоганна, герцога Гёрлица и курфюрста Бранденбурга.